# Star City (Arkansas)
Star City és una població dels Estats Units a l'estat d'Arkansas. Segons el cens del 2000 tenia 2.471 habitants.

## Demografia
Segons el cens del 2000, Star City tenia 2.471 habitants, 875 habitatges, i 603 famílies. La densitat de població era de 226,6 habitants/km².
Dels 875 habitatges en un 37,4% hi vivien nens de menys de 18 anys, en un 46,5% hi vivien parelles casades, en un 18,6% dones solteres, i en un 31% no eren unitats familiars. En el 28,8% dels habitatges hi vivien persones soles el 15,8% de les quals corresponia a persones de 65 anys o més que vivien soles. El nombre mitjà de persones vivint en cada habitatge era de 2,52 i el nombre mitjà de persones que vivien en cada família era de 3,1.
Per edats la població es repartia de la següent manera: un 27% tenia menys de 18 anys, un 7,9% entre 18 i 24, un 24,8% entre 25 i 44, un 17,5% de 45 a 60 i un 22,9% 65 anys o més.
L'edat mediana era de 38 anys. Per cada 100 dones de 18 o més anys hi havia 69,8 homes.
La renda mediana per habitatge era de 32.197 $ i la renda mediana per família de 40.156 $. Els homes tenien una renda mediana de 34.107 $ mentre que les dones 19.630 $. La renda per capita de la població era de 13.998 $. Entorn del 15,9% de les famílies i el 18,2% de la població estaven per davall del llindar de pobresa.

## Poblacions més properes
El següent diagrama mostra les poblacions més properes.